# Twomeyův jev
Twomeyův jev popisuje, jak oblak kondenzačních jáder (KJ), možná pocházející z antropogenního znečištění, může zvýšit množství slunečního záření odražené mraky. Jedná se o nepřímý účinek.
Aerosolové částice mohou působit jako kondenzační jádra vytvářením většího počtu kapiček, které mají menší distribuci (rozložení) velikosti. Tím se zvyšuje albedo mraku jak jsou mraky bělejší a větší, což vede k ochlazení mezi −0,3 a −1,8 Wm−2.  Například kvůli tomuto jevu pozorujeme stopy bílých mraků z lodí plavících se přes oceány.